# Сент-Олбанс Сіті
ФК «Сент-Олбанс Сіті» (англ. St. Albans City Football Club) — англійський футбольний клуб з міста Сент-Олбанс, заснований у 1908 році. Виступає в Національній лізі Півдня. Домашні матчі приймає на стадіоні «Кларенс Парк», потужністю 6 000 глядачів.